# Јаков Куљнев
Јаков Петрович Куљнев (Vitebsk Governorate, 6. август 1763 — Полоцк, 1. август 1812) био је руски коњички генерал.

## Биографија
У рату против Турака истакао се при заузећу Бендерија. Учествујући 1809. године у експедицији генерала Багратиона против Шведске, добио је задатак да са летећим одредом заузме Оландска острва. Прешавши форсираним маршем преко леденог мора, Куљнев их је заузео за 8 дана. Заробио је 3000 војника, запленио 30 топова и 5 ратних бродова. У отаџбинском рату учествовао је као командант корпусне претходнице у бици код Кљастиција где је и погинуо.